# Michael Campbell (golfspelare)

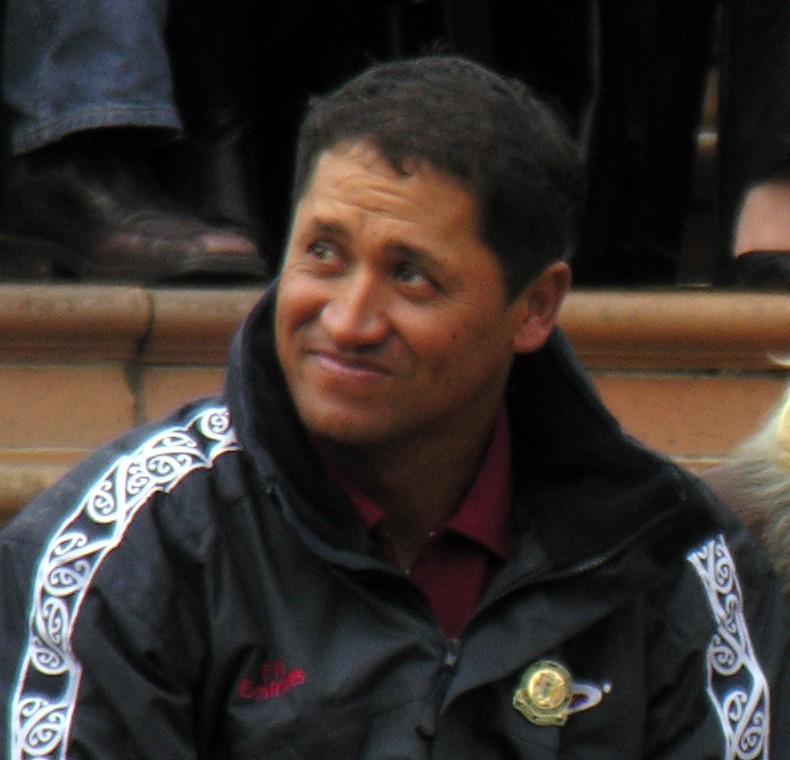
Michael Campbell

Michael Campbell, född 23 februari 1969 i Hawera i Taranaki i Nya Zeeland, är en professionell golfspelare. Han är medlem på [[PGA European
Tour]] och han är mest känd för att ha vunnit US Open 2005. Hans etniska ursprung är maori av Ngati Ruanui på sin fars sida och Nga Rauru på sin mors sida. Hans farfars farfars far var John Logan Campbell, en skotsk emigrant som beskrivs som "Father of Auckland" och som var borgmästare i Auckland.
Som barn provade Campbell på många som barn plirade han på många golfbollar och klubbor. olika idrotter, bland annat rugby, softball, squash och bordtennis innan han bestämde sig för att bli golfspelare. Han började att spela golf vid 10 års ålder, mest inspirerad av sin far som var singelhandicappare. Han började att delta i internationella amatörtävlingar 1988 och blev professionell 1993. Under sin första säsong på Europatouren två år senare ledde han inför den sista rundan i The Open Championship med två slag men besegrades av John Daly sedan Campbell gått på 76 slag den sista dagen. Inte långt efter drabbades han av en handledsskada och det dröjde till 1998 innan han kunde spela för fullt igen.
Han har varit en stabil spelare på Europatouren och slutade på fjärde plats på Order of Merit 2000 och bland de tio bästa 2002.
För att klara av att ställa upp i US Open 2005 var han tvungen att gå via en kvalificeringstävling i Europa, vilket infördes 2005 av USGA. Han ordnade en plats i US Open på det sista hålet då han sänkte en birdieputt.
Inför sista dagen i US Open 2005 låga han fyra slag efter ledaren Retief Goosen men det blev Tiger Woods som blev hans huvudkonkurrent om segern. Campbell gick på 69 slag och Woods gjorde bogey på det 16 och 17 hålet och Campbell vann därmed sin första major. Han blev den andre nyzeeländaren som vann en major efter Bob Charles och den förste spelaren efter Steve Jones som vunnit efter att ha gått via en kvalificeringstävling.

## Meriter

### Majorsegrar
- 2005 US Open

### Segrar på Europatouren
- 1994 Audi Quattro Trophy, Bank Austria Open, Memorial Olivier frankaaa*1999 Johnnie Walker Classic
- 2000 Heineken Classic, Linde German Masters
- 2001 Heineken Classic
- 2002 Smurfit European Open
- 2003 Nissan Irish Open

### Övriga segrar
- 1992 Australia Amateur Championship
- 1993 Canon Challenge
- 2000 Crown Lager New Zealand Open, Ericsson Masters

### Lagtävlingar
- 1992 Eisenhower Trophy (segrare)
- 1995 Alfred Dunhill Cup, World Cup of Golf
- 2000 Alfred Dunhill Cup, Presidents Cup
- 2001 WGC-World Cup
- 2002 WGC-World Cup
- 2003 WGC-World Cup